# Jobyna Ralston
Jobyna Lancaster Ralston (South Pittsburg, 21 de novembro de 1899 - Los Angeles, 22 de janeiro de 1967) foi uma atriz americana da era do cinema mudo.

## Biografia
Jobyna Ralston nasceu no Tennessee e, já aos nove anos de idade, fez sua primeira apresentação no teatro, em uma adaptação de Cinderela.  

### Início de carreira
Jobyna mudou-se para Nova Iorque quando completou quinze anos, a fim de ingressar em uma escola para atores. Seis anos mais tarde, aos vinte anos de idade, Jobyna fez sua estreia na Broadway. Foi então que o ator Max Linder, que havia assistido Jobyna na Broadway, convenceu-a a ir com ele para Hollywood. 
Chegando a Hollywood, Jobyna apareceu em mais de trinta filmes, entre 1922 e 1923, com destaque para sua participação em O Mosqueteiro, um filme de comédia e aventura, estrelado por Max Linder. 

### Estrelato com Harold Lloyd
Em 1923, Jobyna atuou ao lado do ator comediante Harold Lloyd no filme Engula a Pílula. A partir desse filme, Jobyna alcançou o estrelato, sempre atuando nos filmes de Harold Lloyd. 
O maior período de fama de Jobyna foi, sem dúvida, quando atuou junto com Harold Lloyd, estrelando filmes como O Maricas, Sogra Fantasma e O Calouro.

### Casamento e final da carreira
Atuando no filme Asas, de 1927, Jobyna veio a conhecer seu futuro esposo, o também ator Richard Arlen. Este foi o segundo casamento de Jobyna, que já havia sido casada antes com um namorado da sua infância.
Depois de atuar em Asas, Jobyna estrelou em mais onze filmes, incluindo dois filmes falados. Abandonou a carreira no início da década de 30, em virtude do nascimento de seu filho.
Jobyna foi casada com Richard Arlen de 1927 a 1945, sendo que o matrimônio terminou em divórcio. Depois disso, Jobyna viveu mais vinte e dois anos, e acabou vindo a falecer em 1967, em decorrência de uma pneumonia.